# Есия Ойданич
Есия Ойданич (родена на 26 юни 1974 в Дърниш, Хърватия) е хърватска актриса.

## Биография и кариера
Нейните родители са от Кляк. Първите шест години от живота си Есия прекарва в родния град, а след това се премества със своето семейство в Сплит, където и завършва училище.
Днес намерила място сред най-изтъкнатите актриси от средното поколение, тя се дипломира в Академията за драматични изкуства в Загреб през 1997 година. Получава филмови, театрални и телевизионни роли, като театралните ѝ роли са над 50, а филмовите и телевизионните — над 20. Получава редица награди: награда „Марул“ за ролята на Глория в постановката „Глорија“ (1999), награда „Златни смијех“ за ролята на Татяна в постановката „Што је мушкарац без бркова“ (2002), „Златни лав“ за постановката „Без глуме, молим!“ (2006) и други. Тя е основател и директор на частния театър „Морузгва“ (2008), където продуцира успешните постановки „Гола у кавезу“ и „Хајди“.

## Личен живот
Анте Виляц е първият ѝ съпруг, за когото се омъжва през 2003 година. От него има една дъщеря, Цвита. Бракът им трае около три години, тъй като се развеждат вследствие на скандали.
Роберт Орхел, вторият ѝ съпруг, сключва брак с нея през 2009 година. Същата година им се ражда син, когото кръщават Яков.

Тя се запознава с Роберт още в актьорската академия.